# Nick Spano
Nicola Fortunato Spano (Los Ángeles, California, 16 de marzo de 1976) es un actor estadounidense, conocido por haber interpretado a Donnie Stevens en la serie de Disney Channel Even Stevens y en la película original de Disney Channel The Even Stevens Movie.
También ha hecho apariciones especiales en series como 7th Heaven, Alias, Over There, Cold Case, Strong Medicine, Eve, Monk, Moesha, The Wayans Bros., Angel, Beyond the Break y NCIS, además de ser copresentador del programa de juegos Peer Pressure junto con Valarie Rae Miller.
Asistió al Don Bosco Technical Institute en Rosemead, California, donde estudió Tecnología de la Construcción. También es el fundador del Hollywood Night Market y del Re/creation Café, un restaurante comunitario de arte y música en Los Ángeles.

## Filmografía
- (1994) - Tangents .... Guarda de seguridad
- (1995–1998) - Saved by the Bell: The New Class .... Peter / Travis Wilson (2 episodios)
- (1996) - Sister, Sister .... Matthew (1 episodio)
- (1996) - 7th Heaven .... Blake (1 episodio)
- (1997) - The Journey: Absolution .... Quintana
- (1997) - Dangerous Minds ... Soccer Player (1 episodio)
- (1997) - The Burning Zone ... Boby (1 episodio)
- (1997) - Step by Step .... Gary (1 episodio)
- (1997) - Defying Gravity .... Bozzy
- (1997) - Bartender  .... Camarero
- (1997-2000) - Moesha .... Amigo de Hakeem / Noel (2 episodios)
- (1998) - Gia .... Michael Carangi
- (1998) - Melrose Place .... Chris (1 episodio)
- (1998) - The Wayans Bros. .... Rico Davinci (1 episodio)
- (1999) - Body Shots .... Jeff el Portero
- (1999) - The Young and the Restless  .... Chad
- (2000-2003) - Even Stevens .... Donnie Stevens
- (2001-2002) - V.I.P. .... Tony Scarnavaco Jr. (2 episodios)
- (2003) - The Even Stevens Movie .... Donnie Stevens
- (2004) - Angel .... Spinelli (1 episodio)
- (2004) - Monk .... Oficial Salvatore (1 episodio)
- (2004) - Strong Medicine .... Dr. Schwartz (2 episodios)
- (2005) - Alias .... Brother Angelo (1 episodio)
- (2005) - Hollywood Vice .... Jake Webster
- (2005) - Pizza My Heart .... Carlo Delrio
- (2005) - Over There .... Trucker (1 episodio)
- (2006) - Cold Case .... Felix Spyczyk - 1928-1929 (1 episodio)
- (2006) - Beyond the Break .... Ray Wachowksi (3 episodios)
- (2007) - NCIS .... Sargento Marine Rudi Haas (1 episodio)
- (2008) - Without a Trace .... Eli Simmons (1 episodio)
- (2011) - A Great Catch .... Agente SWAT #1